# Marie-Nicole Lemieux

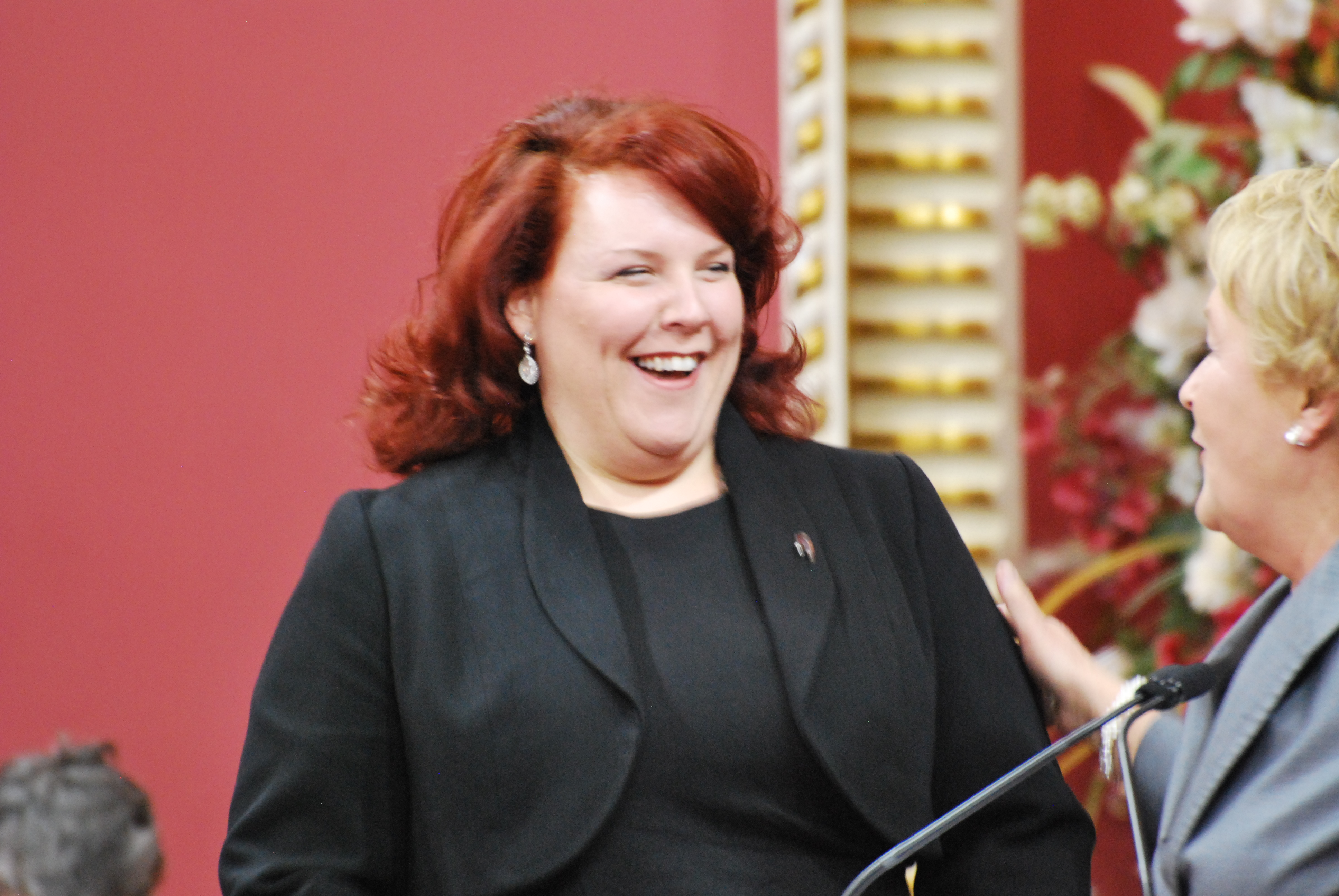
Lemieux bei der Verleihung des Ordre national du Québec, 2013

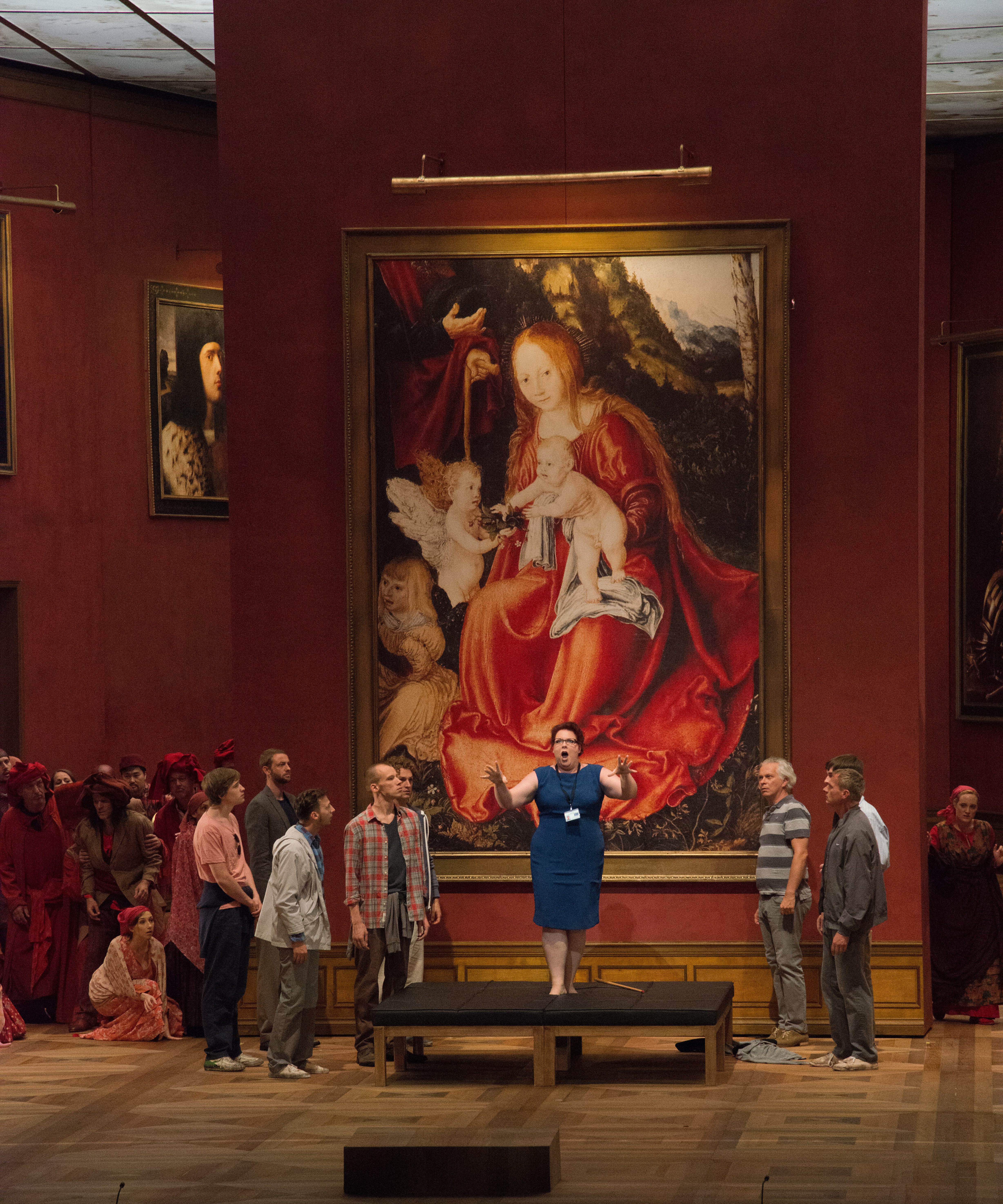
Als Azucena in Il trovatore
bei den Salzburger Festspielen 2014

Marie-Nicole Lemieux CM CQ (* 26. Juni 1975 in Dolbeau-Mistassini, Québec) ist eine frankophone kanadische Opern- und Konzertsängerin mit der Stimmlage Alt.

## Leben
Studiert hat Lemieux am Conservatoire de musique de Montréal bei Marie Daveluy, die sie auf ihre Stimmlage als Kontraalt aufmerksam machte. Als erste Kanadierin gewann sie 2000 bei dem Concours Reine Elisabeth den ersten Preis im Bereich Gesang, bei dem ihr auch ein Spezialpreis für Liedgesang zuerkannt wurde.
Neben dem Liedgesang, wo sie bereits die Wesendonck-Lieder Richard Wagners, Lieder Gustav Mahlers und französische Mélodies aufnahm, widmete sie sich der Barockoper, wobei Georg Friedrich Händel und Antonio Vivaldi den Schwerpunkt ihres Repertoires darstellen. 2005 debütierte sie in Claudio Monteverdis Il ritorno d’Ulisse in patria unter René Jacobs an der Staatsoper Unter den Linden.
Im Theater an der Wien sang sie szenisch 2009 die Geneviève in Pelléas et Mélisande, sowie 2012 die Zia Principessa in Suor Angelica und die Zita in Gianni Schicchi. Außerdem war sie dort in zwei konzertanten Händel-Aufführungen zu hören: 2011 in der Titelpartie von Giulio Cesare in Egitto und 2012 als Polinesso in Ariodante. Im August 2014 debütierte sie als Azucena im Trovatore bei den Salzburger Festspielen.
Am 6. Juni 2013 wurde ihr der Ordre national du Québec verliehen.

## Diskografie
- Berlioz: Les Nuits d’été, Mahler: Rückert-Lieder, Wagner: Wesendonck-Lieder (mit Daniel Blumenthal, Cyprès: 2000)
- Brahms: Lieder (mit Michael McMahon und Nicolo Eugelmi, Analekta: 2004)
- Concours Musical International Reine Elisabeth de Belgique (Cyprès: 2000)
- Händel: Italienische Kantaten (unter Luc Beauséjour, Analekta: 2002)
- Händel: Rodelina (als Unulfo unter Alan Curtis, Naive: 2004)
- L’heure exquise (Lieder von Hahn, Chausson, Debussy und Enesco, mit Daniel Blumenthal, Naive: 2005)
- Mozart: Requiem (unter Bernard Labadie, DORIAN: 2001)
- Scarlatti: Salve Regina, Vivaldi: Stabat Mater, Concerti Per Archi (unter Jeanne Lamon, Analekta: 2003)
- Vivaldi: Griselda (Titelrolle unter Jean-Christophe Spinosi, DGG: 2006)
- Vivaldi: Orlando furioso (Titelrolle unter Jean-Christophe Spinosi, Naive: 2004)
- Vivaldi: La fida ninfa (unter Jean-Christophe Spinosi, Naive: 2009)
- Vivaldi: Nisi Dominus, Stabat Mater (mit Philippe Jaroussky, Jean-Christophe Spinosi, Naive: 2007)

| Personendaten    | Personendaten                         |
| ---------------- | ------------------------------------- |
| NAME             | Lemieux, Marie-Nicole                 |
| KURZBESCHREIBUNG | kanadische Opern- und Konzertsängerin |
| GEBURTSDATUM     | 26. Juni 1975                         |
| GEBURTSORT       | Dolbeau-Mistassini, Québec            |